# Love Actually
Love Actually är en brittisk romantisk komedifilm med jultema från 2003, skriven och regisserad av Richard Curtis. I rollerna ses bland andra Hugh Grant, Liam Neeson, Colin Firth, Laura Linney, Emma Thompson, Alan Rickman, Keira Knightley och Bill Nighy.

## Handling
Filmen utspelar sig en vinter i London där man får följa en rad olika karaktärer vars liv korsas på olika sätt.
Den åldrande rocklegenden Billy Mack (Bill Nighy) försöker göra en okonventionell comeback med hjälp av sin mångårige manager Joe (Gregor Fisher), genom att spela in en julversion av The Troggs "Love Is All Around". Trots att Billy tycker att inspelningen är förfärlig blir den en stor julhit.
Mark (Andrew Lincoln) är hemligt förälskad i sin bästa väns, Peters (Chiwetel Ejiofor), hustru Juliet (Keira Knightley). Han undviker medvetet att vara i hennes närhet av respekt för deras relation. Juliet förstår att Mark är intresserad av henne när hon tittar på bröllopsvideon som Mark filmade, och upptäcker att videon endast visar närbilder på henne och ingenting annat.
Författaren Jamie Bennett (Colin Firth) får sitt hjärta krossat, när han kommer hem igen efter att ha varit på Peters och Juliets bröllop, då han upptäcker att hans flickvän är otrogen med hans bror. Jamie reser sedan till sin villa i Frankrike för att jobba med en ny bok, och möter sin nya hushållerska Aurélia (Lúcia Moniz), som är från Portugal och varken kan tala engelska eller franska. Trots att de inte förstår varandra har de mycket gemensamt och finner en viss attraktion i varandra.
Harry (Alan Rickman), som är direktör på en designbyrå och lyckligt gift med Karen (Emma Thompson), blir frestad att köpa en värdefull gåva till sin nya sekreterare Mia (Heike Makatsch), som har visat romantiskt intresse för Harry.
Karens bror David (Hugh Grant), som nyligen har blivit Storbritanniens premiärminister, blir förälskad i Natalie (Martine McCutcheon) som tillhör personalen på 10 Downing Street.
Den nyblivne änklingen Daniel (Liam Neeson), en nära vän till Karen, tar hand om sin styvson Sam (Thomas Sangster), samtidigt som båda sörjer förlusten av hustrun och modern Joanna. Sam blir förälskad i sin amerikanska klasskompis, som också heter Joanna (Olivia Olson), och vill vinna hennes hjärta. Efter diskussioner med sin styvfar bestämmer sig Sam för att öva på att spela trummor för att kunna vara med i skolans julföreställning där Joanna ska sjunga.
Sarah (Laura Linney), en vän till Jamie Bennett som närvarar på Peters och Juliets bröllop, jobbar på Harrys designbyrå och har varit förälskad i kollegan Karl (Rodrigo Santoro) i flera år. Framåt julen försöker hon ta ett steg närmare en romantisk relation men blir distraherad av sin instabila bror Michael som vårdas på mentalsjukhus.
Efter ett flertal misslyckade försök att ragga upp engelska tjejer bestämmer sig Colin Frissell (Kris Marshall) att resa till Amerika, då han tror att det är enklare för honom att ragga upp amerikanska tjejer. Hans vän Tony (Abdul Salis) försöker dock att stoppa honom.
John (Martin Freeman) och Judy (Joanna Page), som jobbar tillsammans med Colin Frissells vän Tony, är professionella "body doubles" som spelar in sexscener.
Rufus (Rowan Atkinson) jobbar i den juvelbutik där Harry köper ett värdefullt halsband i julklapp till Mia. Mot slutet av filmen dyker Rufus även upp på flygplatsen och distraherar en vakt så att Sam, Daniels styvson, kan smita förbi säkerhetskontrollen och vinka av sitt kärleksintresse Joanna.

## Om filmen
Love Actually regisserades av Richard Curtis som även skrev filmens manus. Bland Curtis andra stora framgångar återfinns filmer som Bridget Jones dagbok (manus), Notting Hill (produktion och manus) och Fyra bröllop och en begravning (produktion och manus).

## Rollista
- Alan Rickman – Harry, direktör för en designbyrå
- Bill Nighy – Billy Mack, bedagad sångare
- Gregor Fisher – Joe, Billy Macks manager
- Colin Firth – Jamie Bennett, författare
- Emma Thompson – Karen, Harrys hustru
- Hugh Grant – premiärministern David, Karens bror
- Martine McCutcheon – Natalie, premiärministerns assistent
- Laura Linney – Sarah, olyckligt förälskad i Karl
- Liam Neeson – Daniel, nybliven änkling
- Thomas Sangster – Sam, Daniels styvson
- Olivia Olson – Joanna, Sams kärleksintresse
- Keira Knightley – Juliet, Peters hustru
- Andrew Lincoln – Mark, olyckligt förälskad i Juliet
- Chiwetel Ejiofor – Peter, Marks bästa vän och Juliets make
- Heike Makatsch – Mia, Harrys nya sekreterare
- Kris Marshall – Colin Frissell, tjejtjusare
- Lúcia Moniz – Aurélia, Jamies portugisiska hushållerska
- Rodrigo Santoro – Karl, jobbar för Harry
- Rowan Atkinson – juveleraren Rufus
- Sienna Guillory – Jamies flickvän
- Abdul Salis – Tony, Colins vän
- Joanna Page – Judy, stand-in
- Martin Freeman – John, stand-in
- Billy Bob Thornton – USA:s president
- Claudia Schiffer – Carol
- Ivana Miličević – Stacey, amerikanska
- January Jones – Jeannie, amerikanska
- Elisha Cuthbert – Carol-Anne, amerikanska
- Shannon Elizabeth – Harriet, amerikanska
- Denise Richards – Carla, amerikanska